# Explosion in der Kathedrale
Explosion in der Kathedrale (spanischer Titel: „El siglo de las luces“, d. h. „Das Jahrhundert der Aufklärung“) ist der Titel eines 1962 veröffentlichten historischen Romans des kubanischen Schriftstellers Alejo Carpentier. An der Biographie Victor Hugues orientiert, erzählt er die Geschichte der Französischen Revolution in den Kolonialgebieten der Karibik. Die deutsche Übersetzung von Hermann Stiehl wurde 1964 publiziert.

## Überblick
Die Handlung spielt in Frankreich, Spanien und v. a. der Karibik zur Zeit der Französischen Revolution. Drei junge spanische Kreolen, Sofia, Carlos und Esteban, befreunden sich in Havanna mit dem Franzosen Víctor Hughues und begleiten ihn auf seinem politischen Karriereweg durch Frankreich, Guadeloupe und Guayana. Durch ihn werden sie für die Ideen der Menschenrechte und der Beendigung der Feudalherrschaft begeistert und später desillusioniert, denn sie erleben den Kreislauf der Entwicklungen: die Befreiung der Sklaven, die Radikalisierung der Revolutionsherrschaft zur Despotie und ihre Beendigung durch Napoleon, der die Sklaverei wieder legalisiert.

## Handlung
Dem Roman als Motto vorangestellt ist ein Zitat aus der jüdischen Textsammlung Sohar: „Die Worte fallen nicht ins Leere“.
Im einleitenden Abschnitt bringt der Nationale Kommissar Hugues, als Vorausblick auf Abschnitt 16, auf einem Schiff eine Guillotine zusammen mit dem Erlass von der Abschaffung der Sklaverei und der Gleichberechtigung aller Inselbewohner nach Guadeloupe.

### Erstes Kapitel (Havanna)
Das erste Kapitel spielt in der spanischen Kolonie Kuba und handelt von der Infizierung dreier Jugendlicher mit den Ideen der Französischen Revolution.
Nach dem Tod des Vaters (Abschnitt 1), der in Havanna ein Handelsgeschäft für Nahrungs- und Genussmittel führte, befreien sich die Kinder Carlos und Sofia und ihr Cousin Esteban aus seinem Patriarchat. Seine Tochter hat er nach dem Tod der Mutter zur Erziehung ins Kloster der Klarissinnen gegeben. Das in die Familie aufgenommene Waisenkind Esteban hielt er wegen seiner häufigen Asthmaanfälle für lebensuntüchtig. Seinen Sohn beschäftigte er, besorgt über dessen Interesse an revolutionären Ideen, mit Botengängen zum Landgut. Mehr als die Arbeit im Kontor interessieren Carlos geistige Themen. Jetzt fürchtet er, „zur Führung des Geschäfts verurteilt“ zu sein. Alle drei haben das „Gefühl des Eingeschlossenseins“ auf einer Insel ohne Wege zu anderen Ländern und die Sehnsucht nach Grenzüberschreitungen. Das Trauerjahr nutzen die Kinder, um sich aus den bisherigen Zwängen zu lösen. Der Geschäftsführer Don Cosme erfüllt ihnen, wie sie später erfahren, nicht uneigennützig alle Wünsche. Sie entdecken jetzt erst die vielen ungepflegten Räume des Hauses, das Warenlager, das Kontor. Eines der zahlreichen Gemälde beeindruckt Esteban besonders: die apokalyptische Darstellung eines neapolitanischen Malers „Explosion in der Kathedrale“. Das Bild begleitet leitmotivisch die Romanhandlung bis zum letzten Satz und dient als Titel der deutschen und englischen Ausgaben (2). Sie bestellen wie in einem Rausch Experimentiergeräte, Bücher, Musiknoten, Spiele, neue Möbel usw. in solcher Menge, dass sie mit dem Auspacken der Kisten nicht nachkommen und diese sich zu einem Berg stapeln. Sie kapseln sich, von der Außenwelt abgeschlossenen, in eine Phantasie- und Spielwelt ein (3).
In dieser Situation tritt, auf der Suche nach Handelsgeschäften mit dem Vater, der französische Kaufmann Victor Hugues aus Port-au-Prince, Hauptstadt der französischen Kolonie Saint-Domingue, in die Handlung ein (4) und beginnt, das Leben der jungen Spanier zu bestimmen. Er freundet sich mit den Jugendlichen an, strukturiert ihr planloses Bohème-Leben und wird ihr Führer. Sie packen zusammen die Kisten aus, experimentieren und spielen in Kostümen historische Personen. Der lebens- und welterfahrene ehemalige Seemann führt die Jugendlichen in nächtlichen Kutschfahrten in das Hafenviertel mit den Bars und Bordellen, was Sofia schockiert. Nach einem Asthmaanfall Estebans holt Victor seinen Freund Ogé, einen Mestizen aus Haiti ins Haus. Der Naturheiler und Freimaurer entdeckt eine Pflanzenallergie als Ursache der Anfälle und behandelt sie erfolgreich (6). Während eines Taifuns (7) organisiert Victor die Rettung der Waren aus den überfluteten Räumen. Dabei entdeckt er im Kontor Buchungsfehler und beschuldigt Don Cosme der Unterschlagung (8). Dieser reagiert mit einem Gegenangriff und wirft ihm und Ogé vor, Mitglieder des revolutionären Geheimbundes der Freimaurer zu sein, der die Ordnung der Insel untergrabe. Dieser Vorwurf bestätigt sich den Geschwistern, als Ogé auftaucht und berichtet, die Freimaurer würden in der Stadt verfolgt und sie müssten fliehen.
Während Carlos in Havanna bleibt, um mit Don Cosme die geschäftliche Situation zu klären, flüchten die anderen auf das Landgut (9). Esteban und Sofia verfolgen interessiert die Diskussion zwischen Victor, der sich als Atheist bekennt und die Ideale der französischen Revolution, die Gleichheit aller Menschen, vertritt, und Ogé, dem Agnostiker, Philanthropen und Freimaurer, der einen gewaltsamen Aufstand ablehnt und auf die Entwicklung der im Menschen schlummernden transzendentalen Kräfte hofft. Sofia und Esteban stimmen Victors Argumenten und seiner Kritik am Katholizismus zu. Esteban denkt dabei an das Bild von der Explosion. Die beiden beschließen, mit Victor und Ogé auf Kapitän Calebs Schiff „Arrow“ das Land zu verlassen (10). Durch das freie Lebensgefühl während der Seefahrt und das Naturerlebnis löst sich Sofia aus den Fesseln ihrer Erziehung. Bisher war ihr Verhältnis zu Victor ambivalent, einerseits störte sie sein sexuelles Interesse an ihr, andererseits bewunderte sie seine männliche Tatkraft, z. B. als er von seiner Vergangenheit als Schmuggler von Seidenstoffen erzählte, um die spanischen Zölle zu umgehen, und dies als revolutionäre Tat ausgab. Nun beginnt sie mit ihm auf dem Schiff eine sexuelle Beziehung.
In Santiago de Cuba erfahren sie von einem Sklavenaufstand auf Saint-Domingue. Während Sofia zu ihrer Sicherheit bei einer mit ihrem Handelshaus befreundeten Familie in Santiago bleibt, setzen Victor, Esteban und Ogé nach Port au Prince über. Dort sehen sie die Folgen der Unruhen: Victors Haus ist zerstört. Ogé bleibt als Mestize auf der Insel. Für die weißhäutigen Victor und Esteban ist die Gefahr zu groß, Opfer von Angriffen zu werden. Sie verlassen mit dem letzten auslaufenden Schiff die Stadt, und dieses bringt sie nach Frankreich.

### Zweites Kapitel (Frankreich, Guadeloupe)
Das zweite Kapitel erzählt aus der Perspektive Estebans die Entwicklung der Revolution in Frankreich und in den Kolonien der Karibik bis zur Herrschaft Robespierres.
Victor und Esteban geben sich nach ihrer Ankunft zuerst einmal in Paris dem Genuss des Lebens mit politischen Theorie-Diskussionen in den Cafés und vielen Ausschweifungen hin, bis Victors Geldreserven erschöpft sind (12). Esteban ist von den Ideen begeistert und will helfen, die Revolution in die Karibik zu tragen. Zugleich liest er Bücher der Freimaurer und theosophischer Philosophien und wird in die „Loge der Vereinigten Ausländer“ eingeführt. Victor, der schon in den Kreisen der Revolutionsführer verkehrt, hat sich von seinen früheren Verbindungen mit den Freimaurern gelöst (14) und kritisiert den Freund: Wenn er für die Revolution arbeiten wolle, müsse er die „konterrevolutionäre Freimaurerei“ aufgeben, die „jakobinische Moral“ annehmen und Anhänger Robespierres werden.
Esteban entscheidet sich für die politische Aktion. Jacques Pierre Brissot (13) schickt ihn nach Bayonne zu dem Exilspanier Martínez de Ballesteros. Im baskischen Grenzgebiet soll er mit seinen Spanischkenntnissen helfen, den Plan Abbè Marchenas umzusetzen, die Revolution nach Spanien zu tragen. Esteban übersetzt Agitationsschriften, und die von Saint Jean de Luz gedruckten Flugblätter werden über die Grenze gebracht. Im Baskenland erlebt Esteban andererseits ernüchtert, wie die großen Entwürfen gegenüber skeptische Bevölkerung auf Anweisungen aus Paris reagiert. Die Umbenennungen der Dorfnamen und des Kalenders werden im Privaten nicht befolgt. Man huldigt nicht der Göttin der Vernunft, sondern hält an den verbotenen katholischen Gebräuchen insgeheim fest.
Estebans Mission endet mit dem Krieg Frankreichs gegen Spanien und andere europäische Staaten. Jetzt werden in Frankreich die einst als Brüder willkommen geheißenen monarchiefeindlichen Ausländer sowie kritische Freigeister und Künstler misstrauisch beobachtet. Eine harte Linie setzt sich durch: Man hört von Denunziationen und Hinrichtungen und Esteban ist um seine Sicherheit besorgt und will wieder nach Amerika zurückkehren. Als er von Militärtransporten unter den Kommissären Chrétien und Hugues nach den französischen Antillenbesitzungen hört, um sie gegen die Engländer und Spanier zu verteidigen, bietet er dem alten Freund in einem Brief seine Dienste an. Hugues ist ein mächtiger Mann geworden. Der Sicherheitsausschuss ernannte ihn zum Staatsanwalt von Brest und später von Rochefort. Er ruft Esteban nach Rochefort und stellt ihn als Schreiber beim Geschwader ein, das im Frühjahr 1794, kurz nach Robespierres Herrschaft, in die Karibik fährt. Victors Verhalten dem alten Freund gegenüber hat sich geändert. Als sein Vorgesetzter hält er ihn wie auch die anderen Untergebenen auf Distanz. Er achtet auf Disziplin und verbreitet Angst unter den Soldaten. Aber unter vier Augen beim Wein diskutiert er mit Esteban über die Methoden der Revolution. Victor hat die radikale Verfolgung und Verurteilung der Gegner in der Orientierung an Robespierres Schreckensherrschaft bereits als Staatsanwalt in Rochefort durchgeführt. Esteban kritisiert die Überwachungen und Denunziationen kritischer Intellektueller und die Hinrichtungen Unschuldiger. Victor warnt ihn, sich wegen seiner Systemkritik der Gefahr der Bestrafung auszusetzen. Er bringe den Erlass von der Abschaffung der Sklaverei und der Gleichberechtigung aller Inselbewohner vor dem Gesetz in die Kolonien, aber auch die Guillotine (16). Esteban reflektiert darauf seine Haltung zu den harten Kampfmethoden: Er schwankt zwischen Verteidigung Hugues und Kritik an ihm. Er würde gerne über die Vor- und Nachteile der Revolution wissenschaftlich schreiben, eine Studie über die Irrtümer der Revolution, um sich Klarheit zu verschaffen. Er plant, wenn die Engländer die französischen Kolonien bereits besetzt halten und sie in den USA landen müssen, Hugues und die Truppe zu verlassen (17).
Als das Geschwader die Insel La Désirade erreicht, erhält Hugues die Nachricht, dass die Engländer die Nachbarinsel Guadeloupe sowie Santa Lucia besetzt haben und von französischen royalistischen Siedlern unterstützt werden. Trotz Warnung der Kapitäne entscheidet Hugues als Kommissar, den Auftrag auszuführen und die Besatzer Guadeloupes anzugreifen. Sie erobern Pointe-à-Pitre und Grande de Terre, den Ostteil der Insel, und halten einem einmonatigen Beschuss der Stadt stand. Hugues verkündet das Dekret von der Befreiung der Sklaven, gewinnt dadurch das Vertrauen der Schwarzen und Mulatten und rekrutiert sie für seine dezimierte Truppe. So kann er die Belagerung beenden (19) und die englischen Truppen von der Insel vertreiben. Sie müssen sich auch von den Nachbarinseln La Desirade und Marie-Galante zurückziehen. Zur Abschreckung lässt er mehr als 800 französische antirevolutionäre Soldaten im englischen Dienst exekutieren (20).
Esteban führt seine Diskussion mit Victor über die Ideen der Revolution fort. Themen sind der Richtungswechsel in Paris und die Aburteilung der Kritiker: Auf Freimaurertum und Philanthropie, Atheismus und Verfolgung katholischer Geistlicher der Anfangsphase folgt die Anbetung eines höheren Wesens. Erst universeller Anspruch mit der Wissenschaft als oberstem Prinzip, dann die Rücksichtnahme auf regionale Gewohnheiten und Gebräuche der Menschen. Während in Paris neue Verordnungen erlassen werden, richtet man in den Kolonien nach den alten (21). Hugues rechtfertigt seine Linie mit der notwendigen Bekämpfung der Gegner der Revolution, um das demokratische System zu retten.
In La Pointe á Pittre wird die Guillotine am Hafen aufgestellt und gefangen genommene Priester werden, umgeben von einer Jahrmarktatmosphäre, hingerichtet. Dann wandert der Scharfrichter mit seiner Maschine übers Land, jeweils an einem anderen Ort gibt es tägliche Exekutionen zur Warnung. Bisher hat Hugues die freigelassenen Sklaven geschont, doch jetzt werden auch Arbeitsunwillige hingerichtet. Im Krieg hat man gemeinsam gekämpft, jetzt im Frieden tauchen alte Rassenvorurteile der Faulheit und Disziplinlosigkeit wieder auf. Es kommt zu tätlichen Übergriffen der frz. Soldaten v. a. auf schwarze Männer, weniger auf Frauen, die sie sich als Geliebte in ihre Wohnungen holen. Hugues vergrößert durch Zwangsaushebung das Heer um 10.000 Rekruten. Andere Schwarze müssen Befestigungsanlagen bauen (21). Für seine Erfolge wird Hugues vom Nationalkonvent in Paris gelobt. Es gibt für die Soldaten Beförderungen und Nachschub für die Ausrüstung.
Als die Nachricht vom Sturz Robespierres aus Paris eintrifft, hofft Esteban auf ein Ende der Radikalisierung, doch Hugues bleibt bei seiner Linie. Er plant, die spanischen Kolonien zu erobern bzw. mit den Ideen der Revolution zu infizieren. Esteban soll deshalb die Erklärung der Menschen- und Bürgerrechte von 1793 ins Spanische übersetzen.
Auf seinen Reisen über Land (22) genießt Esteban die Kräfte der sich erneuernden Natur. Er sieht, dass überall die Erfolge der Revolution gefeiert werden und die Kinder der Insel neue republikanische Namen erhalten, dass sich aber für die ehemaligen Sklaven und jetzigen freien Bürger im Alltag nicht viel geändert hat: Die Schwarzen werden unter dem Druck der Guillotine und von den Peitschen der Aufseher zur Arbeit angetrieben und die Soldaten nehmen sich Mulattinnen als Geliebte.
Esteban bemerkt, dass sich Hugues immer mehr von der Gemeinschaft zurückzieht und alleine Ausflüge unternimmt. Er sieht seine Vereinsamung und interpretiert seine Isolation mit seiner Angst vor einer Amtsenthebung. Im Dienst gerät Hugues bei Kleinigkeiten in Wut und misstraut allen. So hat er Esteban eine Mulattin, Athalie Bajazet, als Geliebte geschickt, um ihn auszuspionieren und ihm seine kritischen Äußerungen mitzuteilen (23). Esteban erfährt dies später in einem Gespräch mit Hugues über die Gefahr einer Bestrafung aus Paris. Der Gouverneur will seine Richtung nicht ändern, aber seine Strategie. Er bereitet einen Freibeuter- und Kaperkrieg mit kleinen beweglichen Schiffen gegen die spanischen Galeonen und englischen Kriegsschiffe vor und schickt Esteban als Schreiber und Buchhalter auf das Hauptschiff des Kapitänd Barthélémy „Ami du Peuple“.

### Drittes Kapitel (Karibik)
Das dritte Kapitel erzählt von den Kaperfahrten in der Karibik aus der Perspektive Estebans. Er kämpft nicht selbst, sondern sieht sich als Korsarenschreiber in einer Doppelrolle: „Richter und Partei zugleich, Hauptdarsteller und Zuschauer“ (25).
Esteban erlebt auf seinen Seereisen die Naturgewalten als Hintergrund der politisch-gesellschaftlichen Bewegungen. Die Vielfalt der Evolution und der Spielarten der Natur erscheinen ihm als das „sakramentale Drama […] das im Großen Theater des universellen Verschlingens gespielt wurde und bei dem alle von allen gefressen wurden, schon von vornherein zu einem einzigen Wesen vereint und übereinandergefügt innerhalb des flüssigen Ganzen…“ (24).
Die „Ami du Peuple“ durchkreuzt mit ihren kleinen wendigen Begleitschiffen die See, überfällt Handelsschiffe, raubt diese aus, verkauft die Beute auf anderen Inseln und bringt den Erlös nach Pointe á Pitre. Einmal fangen die Korsaren ein Sklavenschiff, auf dem die Schwarzen rebelliert und die Macht übernommen haben. Die Mannschaft bedient sich der schwarzen Mädchen und Barthélémy verspricht ihnen, sie nach Guadeloupe zu bringen. Sie werden jedoch nach Hugues‘ Anweisung, von der Esteban nichts weiß, alle auf dem Sklavenmarkt einer holländischen Insel verkauft. Die Piraterie ist ein einträgliches Geschäft und wird auch nach dem Friedensvertrag zwischen Frankreich und Spanien (1795) fortgesetzt. Hugues sitzt nach seiner Bestätigung im Amt durch die neue Regierung fest im Sattel und überweist Gewinne nach Paris. Er ist der Herrscher von Guadeloupe, der Robespierre der Insel, auf der er mit Hilfe der Beute und des Handels mit landwirtschaftlichen Produkten für Wohlstand sorgt (25). Eine neureiche Klasse bildet sich. Die Kaperschiff-Kapitäne halten sich reich geschmückte „Doudous“, schwarze Freundinnen, und treten in ihrer Gesellschaft mit phantasievollen Galauniformen bei Theaterveranstaltungen von Wanderschauspielern und -sängern auf. Sie bilden eine eigene Gruppe, in die das Freimaurertum und, wegen ihrer Übergriffe für schuldbewusste, abergläubische Seefahrer typisch, esoterische, religiöse Rituale zurückkehren.
Esteban beobachtet diese Entwicklung und ist nicht verwundert, dass Hugues 1798 in seinem Amt durch General Desfourneaux abgelöst und nach Paris gerufen wird, um Rechenschaft abzulegen. Er erweist Esteban vor seiner Abreise einen letzten Freundschaftsdienst. Er darf, mit einem Geleitbrief ausgestattet, an Bord der „Venus de Médicis“ nach Cayenne in Französisch-Guayana fahren, wo er dem zur Strafe in die Kolonie deportierten Weggefährten und radikalen Jakobiner Billaud-Varenne Geld überbringen soll. Danach kann er über das benachbarte von England besetzte Paramaribo nach Kuba zurückkehren und Sofia einen Brief überbringen.

### Viertes Kapitel (Guayana)
Das vierte Kapitel erzählt die Erlebnisse Estebans in Französisch-Guayana und seine Rückreise nach Kuba.
Von Cayenne führt Estebans Weg zu Billaud-Varenne in Sinnamary, wo ihn das Elend der Deportierten und ihre hoffnungslosen landwirtschaftlichen Versuche im Urwald erschüttern. Viele sterben an zunehmender Verwahrlosung, Krankheiten oder aus Angst vor den Dämonen der sie beobachtenden Schwarzen (31). Bei Billaud beobachtet er eine merkwürdige Wandlung zum Religiösen hin (32). Seine Verbindungspersonen nach Cayenne sind die Oberin der Nonnen von Saint-Paul-de-Chartres und Abbé Brottier. Estebans Erklärung dafür ist, dass der „Göttin der Vernunft“ das konkret Sakrale der christlichen Heiligen fehlt, dass die Vernunft-Lehre, wie er es bereits im Baskenland erlebt hat, zu abstrakt für das Volk ist, das ein Bedürfnis nach Sichtbarem und Fassbarem hat (30).
Der neue Gouverneur von Guayana Burnel (33) begnadigt die Deportierten und Billaud darf nach Cayenne in die Zivilisation zurückkehren. Er verschafft Esteban Ausreisepapiere nach Surinam, verbunden mit dem Auftrag, mit Flugschriften die Schwarzen zum Aufstand aufrufen. Er reist zuerst mit der „L’Italie Conquise“, die Kaperwaren der Korsaren-Kapitäne mit Profit für Burnel an die Holländer verkauft, nach Paramaribo und dann mit der nordamerikanischen „Amazon“ zurück nach Kuba. Als das Schiff am Mündungsdelta des Orinoco, dem „Drachenschlund“, vorbeifährt, denkt Esteban an den Mythos von der großen Wanderung der Menschen aus den Urwäldern nach Norden ins erhoffte irdische Paradies der Karibik und, als Gegenbewegung, an die Eroberungen der Konquistadoren, auf der Suche nach dem Goldland, sowie, daraus folgend, an den unversöhnlichen Kampf in diesem „großen Welttheater“ zwischen „Totem“ und „Theologie“ (34).
Esteban kehrt zurück ins Haus in Havanna mit dem Bild von der Explosion in der Kathedrale: „Was hinter ihm zurückblieb, was sich in der Erinnerung verband zu einer Symphonie von Schwärze und Aufruhr, von Trommelwirbeln, Todeskämpfen, Schreien und Beilhieben, gesellte sich in seinen Gedanken zu Vorstellungen von einem Erdbeben, von einem Massenkampf, einer rituellen Raserei…‚Ich habe unter Barbaren gelebt‘, sagte Esteban zu Sofia“ (34).

### Fünftes Kapitel (Havanna)
Während Esteban in Frankreich und Guadeloupe lebte, haben sich Sofia und Carlos von ihrem Geschäftsführer Don Cosme getrennt und führen das Handelshaus des Vaters zusammen mit dem neuen Teilhaber Jorge. Zur Zeit von Estebans Rückkehr ist Sofia seit einem Jahr mit Jorge verheiratet und scheint mit ihrem konventionellen bürgerlichen Leben zufrieden zu sein. Die Geschäfte laufen gut, die Familie ist noch reicher geworden und gesellschaftlich anerkannt (35).
Esteban erzählt den Dreien von seinen Erlebnissen. Er ist durch seine Erfahrungen mit den Methoden Hugues desillusioniert und will bei keiner Revolution mehr mitwirken. Er resümiert: „Hüten wir uns vor den zu schönen Worten, vor den nur durch Worte geschaffenen besseren Welten. Unsere Zeit geht an einem Übermaß von Worten zugrunde. Das gelobte Land kann der Mensch nur in sich selber finden – ein anderes gibt es nicht“ (36). Andererseits hat er Probleme, nach seinen Abenteuern täglich im Kontor der Firma zu arbeiten. Die Familienmitglieder führen, wie er bald merkt, ein Doppelleben. Sie spielen ihre gesellschaftlichen Rollen und feiern Weihnachten 1799 auf dem Landgut von Jorges Verwandten. Insgeheim halten sie aber an dem Ziel einer Revolution mit harten Mitteln der Bestrafung fest, um die ungerechten Verhältnisse zu ändern, und treffen Gleichgesinnte in der sowohl von Männern als auch von Frauen besuchten „Androgynen Loge“. Esteban fühlt sich in dieser Umgebung entwurzelt, er hat Sofia als Schwester, Mutterersatz und Freundin in Erinnerung, nun sieht er sie als Frau und wünscht sie sich in seiner Einsamkeit und Verwirrung als Geliebte, während sich ihre Geschwisterliebe zu ihm nicht verändert hat (37).
Mit dem neuen Jahr 1800 ist das Jahrhundert der Aufklärung zu Ende. Auch die Familie erlebt einen Einschnitt, als Jorge an einer aus Europa eingeschleppten Seuche stirbt und Kapitän Caléb Dexter die Nachricht vom Wiederaufstieg Hugues als Agent in Cayenne bringt. In der neuen Phase, der Restauration, werden alte Machtstrukturen aus der Zeit des Feudalismus erneuert und die Sklaverei wird in den französischen Kolonien wieder eingeführt. Esteban hat nach Jorges Tod die Hoffnung, Sofia durch Arbeit im Kontor und behutsame Fürsorge im Trauerjahr für sich zu gewinnen und vielleicht mit ihr nach Spanien zu gehen (39). Doch eines Tages verlässt sie plötzlich das Haus und geht an Bord von Dexters im Hafen ankernder „Arrow“ (40). Esteban versucht vergeblich, sie zurückzuholen, dabei wird ihm klar, dass sie die Jahre über ein doppeltes Spiel getrieben hat. Während sie äußerlich angepasst gelebt und geheiratet hat, ist sie innerlich mit Victor Hugues, mit dem sie auf dem Schiff vor dessen Abreise nach Frankreich eine sexuelle Beziehung einging (10), neun Jahre lang verbunden geblieben. Sein Brief enthielt offenbar eine Einladung nach Cayenne.
Am selben Tag, kurz vor der Abfahrt der „Arrow“, werden bei einer Hausdurchsuchung revolutionäre Schriften gefunden. Die Familie ist beobachtet und denunziert worden. Während Carlos fliehen kann, wird der überraschte Esteban verhört. Er übernimmt die Verantwortung für das im Haus gefundene verdächtige Material und lenkt damit die Aufmerksamkeit der Soldaten von Sofias Flucht ab. Als er abgeführt wird, beschädigt er das Bild „Explosion in der Kathedrale“ (41).

### Sechstes Kapitel (Guayana)
Sofia erlebt auf der „Arrow“, wie bereits bei ihrer ersten Seefahrt auf demselben Schiff (10), das Natur- und Freiheitsgefühl, aus den alten Bindungen ausgebrochen zu sein. Sie hat die Hoffnung auf ein selbstbestimmtes Leben als Frau und will an der Seite Victors die Revolution, die in Europa schon beendet ist, nach Amerika tragen (42). Über die Zwischenstation Barbados erreicht sie schließlich Cayenne (43). Victor lässt sie auf sein Landgut bringen, und dort lebt sie ca. drei Jahre lang als seine Geliebte. Nach anfänglichem Glück bemerkt sie, dass sich ihre Erwartungen nicht erfüllen werden. In der französischen Kolonie hat sich die Stimmung geändert. Kleidung und Umgangsformen erinnern an die vorrevolutionäre Zeit. Hugues regiert nach Napoleons Richtlinien: Friedensvertrag mit USA, keine Piraterie, Rehabilitation der deportierten Royalisten und Priester (44), Wiedereinführung der Sklaverei 1804, Rückführung der Schwarzen auf die Landgüter, wenn nötig mit Gewalt, Hinrichtung der Verweigerer und Flüchtenden. Auf seinem Landgut lässt er durch seine Sklaven den Urwald roden und einen Park anlegen (45). Als die Arbeiter eines Tages von den Gütern in den Urwald geflohen sind, führt Hugues eine Bestrafungsexpedition durch. Doch die Soldaten kehren dezimiert und verwundet vom Guerillakampf und mit Symptomen der Ägyptischen Krankheit zurück (46).
Sofia spricht mit Victor über ihre enttäuschten Hoffnungen und kritisiert seine Wandlung vom Revolutionär zum Restaurator, der das einst über seinem Schreibtisch hängende Bild Robespierres durch das Napoleons ersetzt hat. Er erklärt ihr seine Maßnahmen als Anpassung an die Realität in den amerikanischen Kolonien. In ihrem letzten Gespräch resümiert Victor selbstkritisch: „Im Laufe von nicht einmal zehn Jahren wurde ich, der ich mein Schicksal selbst zu lenken glaubte, von den anderen, von jenen, die immer uns groß und klein machen, auch wenn wir sie gar nicht kennen, auf so viele Bühnen geschickt, dass ich nicht mehr weiß, auf welcher ich eigentlich meine Rolle zu spielen habe. Ich habe so viele Uniformen getragen, dass ich nicht mehr weiß, welche mir zusteht. […] Bäcker, Kaufmann, Freimaurer, Antifreimaurer, Jakobiner, militärischer Held, Rebell, Gefangener, Losgesprochener von Gnaden derer, die den töteten, der mich groß machte, Agent des Direktoriums, Agent des Konsulats…“ (47). Sofie antwortet ihm, sie wolle sich das weitere Schauspiel nicht mehr ansehen. Sie trennen sich und sie reist ab nach Bordeaux.

### Siebtes Kapitel (Madrid)
Zitat aus Hiob, I,19 „…ich bin allein entronnen, dass ich dir’s ansagte“
Das letzte Kapitel spielt ungefähr vier Jahre später in Madrid. Carlos, zuerst nur „der Reisende“ oder „der Fremde“ genannt, kommt nachts in das Haus der Gräfin von Arcos in der Calle de Fuencarral, um herauszufinden, was mit Sofia und Esteban passiert ist. Er befragt die Nachbarn und Bedienstete und erfährt, dass seine Schwester, nachdem sie die Begnadigung Estebans und seine Freilassung aus der Haft in Ceuta erreicht hat, mit ihm in geschwisterlicher Harmonie in der „Casa de la Arcos“ gewohnt hat. Beide hätten zusammen Spazierfahrten gemacht und zu Hause Reiseberichte und Dichtungen gelesen, u. a. die Geschichten unglücklicher Liebender: Goethes Die Leiden des jungen Werthers und Chateaubriands „René“. Als es am 2. Mai 1808 zu einem Volksaufstand gegen die französischen Besatzungstruppen gekommen sei, hätten sich die beiden nach Sofias Aufforderung „Wir müssen etwas tun“ mit Säbel und Gewehr bewaffnet dem Aufruhr angeschlossen. Hier verliert sich ihre Spur. Carlos lässt einige Dinge, Bücher, Kleider, in Kisten verpackt wegtransportieren, kündigt die Wohnung und reist ab. Das im Salon hängende, reparierte (41) Bild „Explosion in der Kathedrale“ bleibt zurück. Als Carlos die Tür schließt, verliert es sein Motiv, „es verlosch, wurde zum bloßen Schatten vor dem dunklen Rot des Brokats, der an einer Stelle […] zu bluten schien.“

## Form
Wie Carpentier in seinem Nachwort „Über den historischen Victor Hugues“ ausführt, beginnt Hugues „Eintritt in die Geschichte“ mit seiner Ankunft in Frankreich 1791. Vom zweiten Kapitel an folgt er für mehr als zehn Jahre der Biographie Hugues bis zum sechsten Kapitel, 1804. Diese Kapitel sind allerdings keine Dokumentationen, sondern setzen sich zusammen aus Erzählungen aus den Blickwinkeln Estebans (zweites bis fünftes Kapitel) und Sofias (sechstes Kapitel). D. h., die Historie wird durch die Reflektorfiguren Esteban und Sofia mit dem Protagonisten diskutiert, kritisch gespiegelt und kommentiert. Wenn Carpentier kein historisches Material zur Verfügung steht, erfindet er die Handlung, wie die Vorgeschichte, das erste Kapitel, oder er lässt die kubanischen Protagonisten getrennt von Hugues operieren, z. B. bei Estebans Aktionen im Baskenland oder auf den Kaperfahrten.

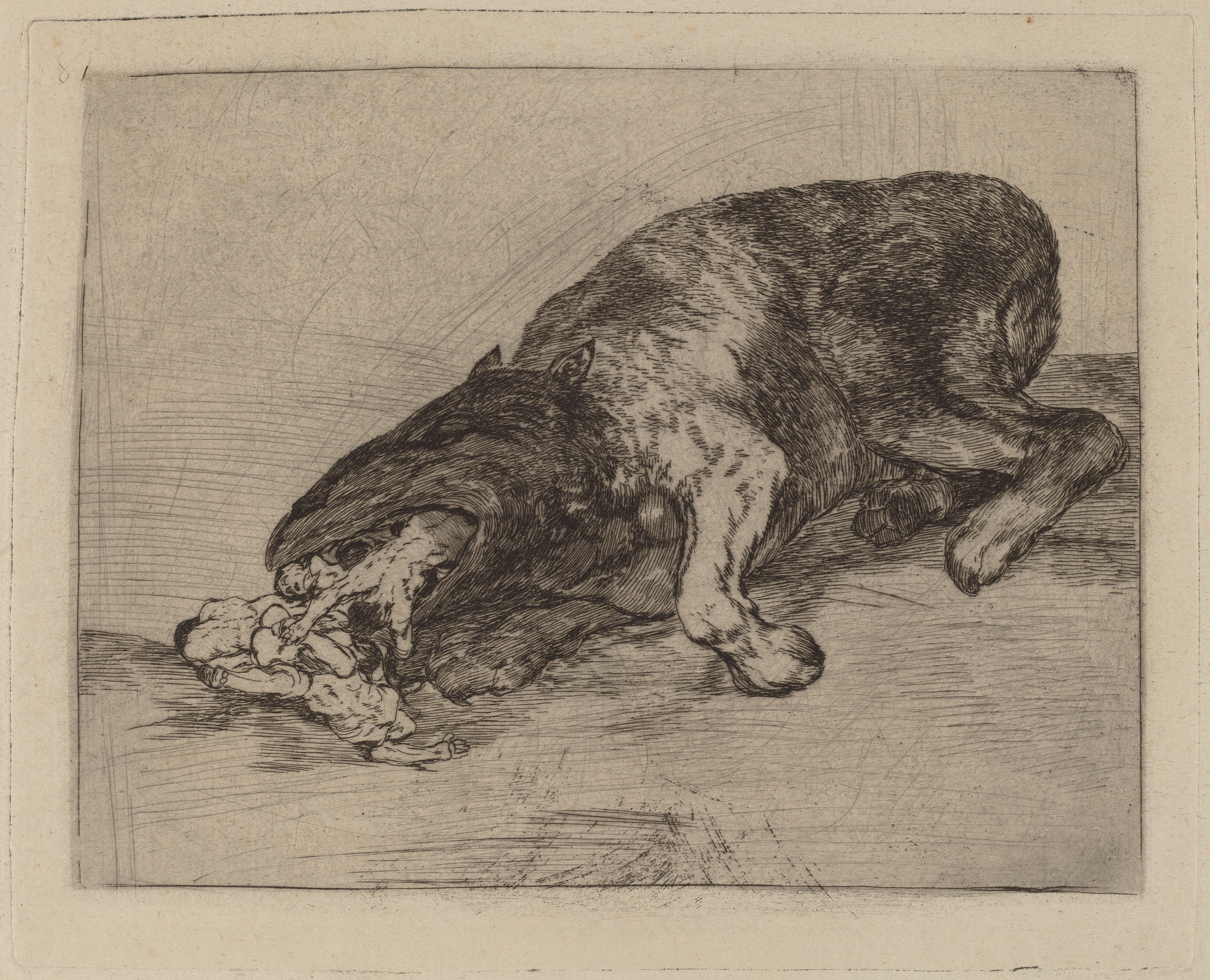
Goyas Graphik „Gieriges Monster“

Carlos ist kaum in die Hugues-Handlung einbezogen. Er tritt nur in den Rahmenkapiteln in den Vordergrund: im ersten Abschnitt des ersten Kapitels während der Testamentseröffnung und im siebten Kapitel (1808) als Nachlassverwalter der Geschichte (ich bin allein entronnen, dass ich dir’s ansagte). Was er nach seiner Flucht aus Kuba acht Jahre lang erlebt hat, wird ausgeblendet. Dieser Rahmen verlässt den Bereich des Realen. Wie die Aktionen der vier Protagonisten durch eine märchenhaft abgeschlossene Welt vorbereitet werden, so verlieren sich deren Spuren am Ende des Romans und lassen nur die bruchstückhaften und teils spekulativen Betrachtungen der Nachbarn über Sofia und ihren Cousin, einen Romanauszug, der sich auf Estebans Liebe zu Sofia bezieht, und ein symbolisches, repariertes, surreales, sich in ein neues Symbol auflösendes Bild zurück.
Einzelne Romanabschnitte haben als Motto eine Goya-Graphik aus der Sammlung Desastres de la Guerra oder Die Schrecken des Krieges.
| → Goya: Die Schrecken des Krieges |
| - Abschnitt 4: Siempre sucede (Das geschieht immer) - 11: Qué alboroto es éste? (Was für eine Aufregung ist das?) - 15: Fuerte cosa es (Eine starke Sache) - 18: Estragos del a guerra.(Verwüstungen des Krieges) - 20: Extraña devocion (Seltsame Hingabe) - 29: Las camas de la muerte (Die Betten des Todes) - 32: Fieri monstruo (Gieriges Monster) - 36: No hay que dar voces (Du musst nicht schreien) - 40: Amarga presensia (Bittere Gegenwart) - 7. Kp.: Asi sucedio (So ist es passiert) |

## Realität und Fiktion
Carpentier kombiniert in seinem Roman sorgfältig recherchierte historische Ereignisse in Frankreich und den französischen und spanischen Kolonien in der Karibik nach der Französischen Revolution mit der erfundenen Geschichte von drei jungen spanischen Kubanern, die in den Sog der aufklärerischen Menschheitsideale und der politisch-militärischen Ereignisse geraten. Sie begleiten von ihrer Jugendzeit an ca. fünfzehn Jahre lang den anfangs von den Ideen der französischen Revolution begeisterten Hugues auf seinem Karriereweg zum radikalen Jakobiner und dann zum an die Machtpolitik Napoleons angepassten Pragmatiker. Sie begegnen auch anderen historischen Personen wie Billaud-Varenne (32), Jacques Pierre Brissot de Warville (13) und Primo Feliciano Martínez de Ballesteros (13) und erhalten aus vielen Gesprächen Informationen über die labyrinthischen Abläufe der Revolution und die Diskrepanz zwischen Idee und Realisierung.

## Rezeption
Jens Kirsten stellt in seinem Artikel „‚Explosion in der Kathedrale‘ als Absage an die ‚zweite Revolution’“ die Rezeption des Romans in der DDR zusammen und vergleicht sie mit Rezensionen in der BRD.
Überwiegend wird das Werk als humanistisches Kunstwerk und großer politischer Roman eingeschätzt. Gelobt wird die meisterhafte Verbindung von europäischer und lateinamerikanischer Geschichte mit Anspielungen auf die Gegenwart.
Unterschiedlich war bei der deutschen Publikation 1964 die Interpretation der politischen Aussage. Während in der BRD der Roman meist als Absage an die modernen Revolutionen des 20. Jhs. verstanden wurde, relativierte man in der DDR diesen Punkt und wollte einem Vergleich mit der eigenen Parteidiktatur vorbeugen: Der progressive Autor habe den Zusammenstoß des bürgerlichen europäischen Revolutionsgedankens mit den besonderen Entwicklungsproblemen Lateinamerikas und speziell des karibischen Raumes veranschaulicht. Sein Werk wolle die Leser zu einer kritischen Reflexion der Geschichte und des Lebens anregen.
Einhelligkeit besteht dagegen wieder beim Lob der künstlerischen Brillanz und der farbenprächtigen und historisch genauen Darstellung, die durch eine Fülle an geschickt in die Gespräche und Erzählungen der Figuren integriertem Wissen bereichert sei.
Carpentiers Roman wurde in die Bibliothek der Weltliteratur (BDW) und in die Buchreihe „Historische Romane“ der Süddeutschen Zeitung aufgenommen.

## Adaption
„El siglo de las luces“ ist ein russisch-kubanisch-französischer Fernsehfilm von Humberto Solás aus dem Jahr 1993.